# Gens Cominia
La gens Cominia era un'antichissima famiglia plebea, nota sin dai primi tempi della repubblica romana. Il primo personaggio storico della famiglia fu Postumio Cominio Aurunco, console del 501 a.C., che come tutti gli altri personaggi noti della gens, fu un plebeo.

## Origini
Il cognome del console del 501 a.C. Auruncus, potrebbero suggerire un'origine Aurunca dei Cominii, anche se poi, all'inizio della Repubblica ormai la famiglia si trovava ai vertici della società. Tuttavia, ci potrebbero essere altre spiegazioni per questo cognome. Il consolato potrebbe implicare un'origine patrizia della famiglia, anche se poi tutti gli altri personaggi noti dei Cominii furono plebei. Può essere che la famiglia passò ai plebei tra il quarto o quinto secolo avanti Cristo, o che il ramo patrizio della gens si estinse.
In alternativa, è stato suggerito che tra i primi consoli fossero inclusi anche un certo numero di famiglie plebee, e che i plebei non fossero formalmente esclusi dalle massime cariche, almeno fino all'emanazione delle Leggi delle XII tavole. Valerio Massimo inoltre sosteneva che l'origine del cognome Auruncus fosse incerto, e che questo invece potesse essere appartenuto alla gens Postumia.

## Praenomina utilizzati dalla Gens
I Cominii utilizzarono il praenomina a Postumus, Lucius, Sextus, Publius, Gaius, e Quintus. Nel caso di Postumus si sostiene che si tratti di un errore.

## Personaggi illustri
- Postumio Cominio Aurunco, console del 501 a.C.